# Yuji Keigoshi
Yuji Keigoshi (慶越 雄二 Keigoshi Yuji?), född 17 september 1963 i Kagoshima prefektur, är en japansk före detta fotbollsspelare.
Keigoshi började sin karriär 1982 i Matsushita Electric (Gamba Osaka). Med Matsushita Electric vann han japanska cupen 1990. 1993 flyttade han till Verdy Kawasaki. Med Verdy Kawasaki vann han japanska ligan 1993, 1994 och japanska ligacupen 1993, 1994. Efter Verdy Kawasaki spelade han för Avispa Fukuoka och Kyoto Purple Sanga. Han avslutade karriären 1997.